# Gardineria hawaiiensis
Gardineria hawaiiensis är en korallart som beskrevs av Vaughan 1907. Gardineria hawaiiensis ingår i släktet Gardineria och familjen Gardineriidae. Inga underarter finns listade i Catalogue of Life.